# Wybory parlamentarne w Austrii w 1979 roku
Wybory parlamentarne w Austrii odbyły się 6 maja 1979. Frekwencja wyborcza wyniosła 92,2%. Przy władzy utrzymali się socjaliści, ponownie zdobywając bezwzględną większość w parlamencie.

## Wyniki wyborów
|  | Lista                               | Liczba głosów | %    | +/- | Mandaty | +/- |
|  | ----------------------------------- | ------------- | ---- | --- | ------- | --- |
|  | Socjalistyczna Partia Austrii (SPÖ) | 2 413 226     | 51,0 | 0,6 | 95      | 2   |
|  | Austriacka Partia Ludowa (ÖVP)      | 1 981 739     | 41,9 | 1,0 | 77      | 3   |
|  | Austriacka Partia Wolnościowa (FPÖ) | 286 743       | 6,1  | 0,7 | 11      | 1   |
|  | Komunistyczna Partia Austrii (KPÖ)  | 45 280        | 1,0  | 0,2 | 0       |     |
|  | inni                                | 2 263         | 0,0  |     | 0       |     |
|  | Razem                               | 4 729 251     | 100  |     | 183     |     |

### Wyniki wyborów w Krajach związkowych
| Kraje związkowe wyniki w % | SPÖ  | ÖVP  | FPÖ  | KPÖ | Inni | Frekwencja |
| -------------------------- | ---- | ---- | ---- | --- | ---- | ---------- |
| Burgenland                 | 52,9 | 43,9 | 2,7  | 0,4 | -    | 94,9       |
| Karyntia                   | 56,2 | 32,6 | 10,0 | 1,1 | -    | 91,2       |
| Dolna Austria              | 48,4 | 47,3 | 3,6  | 0,7 | -    | 94,3       |
| Górna Austria              | 50,3 | 41,8 | 7,2  | 0,7 | -    | 93,4       |
| Salzburg                   | 44,9 | 43,0 | 11,4 | 0,6 | -    | 90,5       |
| Styria                     | 51,4 | 41,4 | 6,1  | 1,1 | -    | 96,0       |
| Tyrol                      | 37,7 | 55,4 | 5,7  | 0,6 | 0,7  | 94,3       |
| Vorarlberg                 | 33,4 | 54,9 | 10,7 | 0,9 | -    | 96,1       |
| Wiedeń                     | 60,6 | 33,2 | 4,7  | 1,5 | -    | 86,2       |